# Pennant Hills, New South Wales
Pennant Hills este o suburbie în Sydney, Australia.